# Lokua Kanza
Lokua Kanza ( Bukavu, 21 de abril de 1958) é um cantautor e arranjador congolês.
Nascido na província de Kivu, na parte oriental da atual República Democrática do Congo (à época, Congo Belga), Pascal Lokua Kanza é filho de pai   mongo (congolês) e  mãe  tutsi (ruandesa), sendo o primogênito dos oito filhos do casal.  Em 1964, a família se transfere para  Kinshasa, instalando-se em uma área de classe média, onde permanece até que o pai  until the day when Pascal,  um comandante de navio, morre. Sua mãe é então obrigada a se mudar para uma área bem mais pobre da cidade, e Pascal tem que trabalhar para sustentar a família. Ele aprende a cantar nos coros de igreja e experimenta a guitarra em conjuntos de rumba. Apesar das dificuldades, consegue completar  seus estudos no Conservatório de Kinshasa, que incluem  teoria musical,  harmonia e  composição, enquanto aperfeiçoava suas habilidades práticas como instrumentista.
Em 1984, Lokua Kanza deixa seu país para se instalar na França, onde se inscreve em uma das maiores escolas europeias de jazz e  colabora com  artistas de renome, como  os congoleses Ray Lema, Papa Wemba e  o camaronês Manu Dibango.
Em 1992, grava seu primeiro álbum solo, Lokua Kanza, com grande sucesso de crítica. É contratado por uma grande gravadora e passa a se apresentar na primeira parte de concertos de  artistas renomados, como  Youssou N’Dour e Patrick Bruel. Dois concertos no Auditorium des Halles, no centro de Paris, bastaram para torná-lo um grande sucesso na França. Em 2005, lançou Plus Vivant, em cuja tournée mundial veio ao Brasil pela primeira vez.
Em suas canções, o compositor se utiliza de diversos línguas africanas (lingala, swahili, kinyarwanda) e europeias  francês, inglês - e surpreende pelo refinamento e sofisticação musical
A qualidade do seu trabalho tem seduzido artistas de horizontes culturais muito distintos, como   Youssou N'Dour  e   Patrick Bruel. Com Ismaël Lô, Baaba Maal e Geoffrey Oryema, Lokua Kanza garante brilhantemente a renovação da música africana. Ele é conhecido por seu estilo  soulful,  atípico na  cena musical congolesa,  na qual  predomina o gênero soukous.

## Lokua Kanza no Brasil
Lokua Kanza morou por dois anos no Rio de Janeiro. Tornou-se conhecido do público brasileiro sobretudo por suas parcerias com Djavan, Vanessa da Mata, Ney Matogrosso, Chico César, Regina Spósito (agora Regina Souza), Ana Carolina e Vander Lee. Teve  músicas suas gravadas pelas cantoras Luiza Possi e  Gal Costa e pelo intérprete Ney Matogrosso. Também fez um show com Zeca Baleiro no Rock in Rio 2011.

## Discografia
- Lokua Kanza (1993, Universal)
- Wapi Yo (1995, BMG) Wapi Yo (1995, BMG)
- 3 (1998, Universal) 3 (1998, Universal)
- Toyebi Te (2002, Universal) Toyebi Te (2002, Universal)
- Toto Bona Lokua (2004, No Format Collection) com Richard Bona & Gerald Toto Toto
- Plus Vivant (2005, Universal) Plus Vivant